# 카렌 베르
카렌 베르(덴마크어: Karen Berg, 1906년 5월 28일 ~ 1995년 11월 15일)는 덴마크의 배우이다.
코펜하겐에서 태어났으며 샬로텐룬에서 사망하였다.

## 방송
- 위드아웃 어 트레이스 6

## 영화
- 세미-프로 (2008년)
- 미트 데이브 (2008년)
- 어드벤처 오브 파워 (2008년)
- 남주기 아까운 그녀 (2008년)